# Аріанна Санна
Аріанна Санна (8 травня 1998) — домініканська плавчиня. Учасниця Чемпіонату світу з водних видів спорту 2017, де в попередніх запливах на дистанції 200 метрів вільним стилем посіла 41-ше місце і не потрапила до півфіналів.